# Benoît Ladrière
Benoît Ladrière (Kaaie, 27 aprile 1987) è un ex calciatore belga, di ruolo centrocampista.

## Carriera
Cresce in Belgio nelle giovanili dell'Anderlecht e de La Louvière. Milita poi nel Gent e nel Tubize, dove totalizza 92 presenze e 15 gol in tre stagioni di seconda divisione belga. La stagione successiva approda in prima divisione belga al Waasland-Beveren, poi rimane svincolato fino a dicembre 2013, quando firma per l'Avellino. Debutta in Serie B il 29 dicembre 2013 nella vittoria contro il Padova propiziando proprio il gol del 2-1 finale. In Irpinia totalizza 10 presenze, per poi rimanere svincolato nell'estate del 2014. Dopo un'intera stagione in cui resta inattivo, nell'estate del 2015 si accasa tra le file della squadra belga del Patro Eisden, militante in seconda divisione belga.